# Barr'd Island (Canada Bay)
Barr'd Island is een onbewoond eiland met een oppervlakte van 5 ha in de Canadese provincie Newfoundland en Labrador. Het eiland ligt vlak voor de kust van Newfoundland en maakt deel uit van de gemeente Englee.

## Geografie
Barr'd Island is 350 meter lang en 230 meter breed. Het ligt in het uiterste oosten van de Canada Bay, een baai aan de oostkust van het Great Northern Peninsula van Newfoundland. Het eiland is in het noordwesten via een 40 meter lange dijk verbonden met Englee Island.